# Mikko Lehtonen (Eishockeyspieler, 1994)
Mikko Kasper Lehtonen (* 16. Januar 1994 in Turku) ist ein finnischer Eishockeyspieler, der seit Mai 2022 bei den ZSC Lions aus der Schweizer National League (NL) unter Vertrag steht und dort auf der Position des Verteidigers spielt. Mit der finnischen Nationalmannschaft gewann er jeweils die Goldmedaille bei den Weltmeisterschaften 2019 und 2022 sowie den Olympischen Winterspielen 2022. Sein jüngerer Bruder Matias Lehtonen (* 1995) ist ebenfalls ein professioneller Eishockeyspieler.

## Karriere
Mikko Lehtonen wurde in Turku geboren und durchlief dort die Nachwuchsabteilungen von TPS Turku. Für dessen Herrenauswahl debütierte er während der Spielzeit 2011/12 in der SM-liiga, der ranghöchsten Spielklasse Finnlands, die wenig später unter dem Namen Liiga firmieren sollte. Zwischen 2013 und 2015 stand der Abwehrspieler zudem leihweise für TuTo Hockey in der zweitklassigen Mestis auf dem Eis. Zur Saison 2015/16 wechselte er zu KooKoo und etablierte sich zugleich in der Liiga, so bestritt er 60 Partien und verzeichnete dabei 22 Scorerpunkte. Nach etwa eineinhalb Jahren in Kouvola wurde Lehtonen von HV71 aus dem schwedischen Jönköping verpflichtet, wo er am Ende der Spielzeit 2016/17 prompt die Playoffs der Svenska Hockeyligan (SHL) und somit die schwedische Meisterschaft gewann. In der Folge kehrte der Finne für ein weiteres Jahr in die Liiga zurück, wobei er für Tappara Tampere auflief, ebenfalls das Endspiel der Playoffs erreichte und dort allerdings Kärpät Oulu unterlag (2:4). Die Wechsel zwischen Finnland setzten sich anschließend fort, so stand er 2018/19 erneut bei HV71 auf dem Eis, ehe er im April 2019 von den Jokerit aus Helsinki verpflichtet wurde, die am Spielbetrieb der Kontinentalen Hockey-Liga (KHL) teilnehmen.

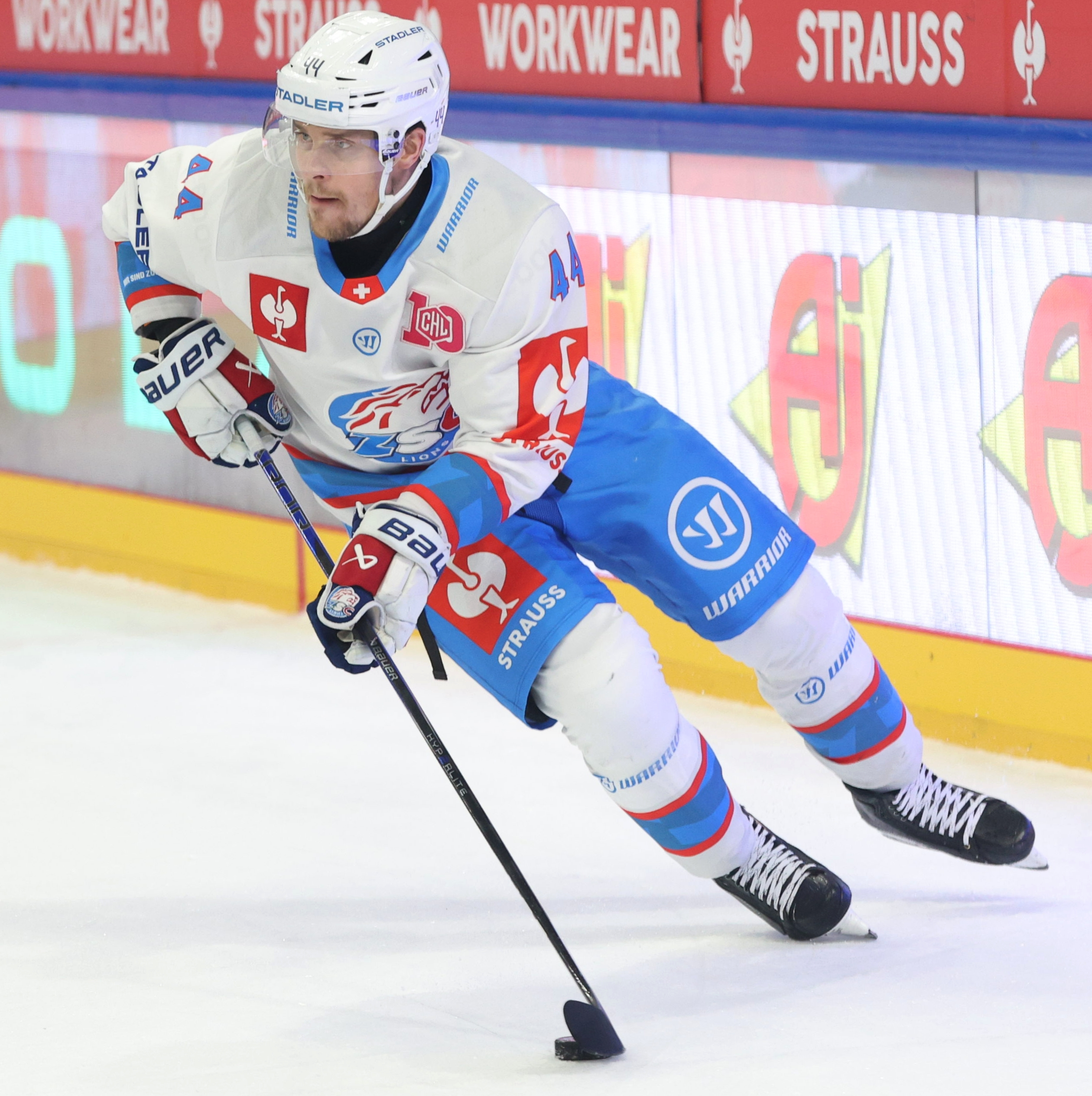
Lehtonen im Trikot der ZSC Lions (2024)

Die KHL-Saison 2019/20 beendete er als Verteidiger mit den ligaweit meisten Toren (17), Vorlagen (32) und somit auch Scorerpunkten (49). Demzufolge vertrat er sein Team beim KHL All-Star Game, während auch Franchises der National Hockey League (NHL) auf ihn aufmerksam wurden. Dorthin wechselte Lehtonen schließlich im Mai 2020, als er einen Einjahresvertrag bei den Toronto Maple Leafs unterzeichnete. Anfang August einigten sich die Maple Leafs mit Jokerit darauf, dass der Finne die Spielzeit 2020/21 auf Leihbasis vorerst in der KHL verbringt. Zur Saisonvorbereitung der verspätet beginnenden NHL-Saison 2020/21 schloss er sich jedoch den Maple Leafs an und debütierte für das Team schließlich im Januar 2021 in der NHL. Dort gelang es ihm jedoch letztlich nicht, sich dauerhaft im NHL-Aufgebot zu etablieren, sodass ihn Toronto im März 2021 nach insgesamt neun Einsätzen an die Columbus Blue Jackets abgab. Im Gegenzug wechselte sein Landsmann Veini Vehviläinen zu den Maple Leafs.
Nachdem der Finne die Spielzeit 2020/21 bei den Blue Jackets in der NHL beendet hatte, gelang es ihm zum Start der folgenden Spielzeit nicht, sich für einen NHL-Kaderplatz zu empfehlen, sodass er den Saisonstart beim Farmteam Cleveland Monsters in der AHL verbringen sollte. Lehtonen weigerte sich daraufhin zum Team zu stoßen, woraufhin Columbus den Vertrag mit ihm umgehend auflöste. Der Abwehrspieler kehrte daraufhin in die KHL zurück, wo er im Oktober 2021 einen Vertrag beim SKA Sankt Petersburg unterzeichnete. Er verließ den Klub bereits auch wieder nach dem Ende der Spielzeit und schloss sich im Mai 2022 dem Traditionsklub ZSC Lions aus der Schweizer National League an.

### International
Erste internationale Erfahrungen sammelte Lehtonen im Jahre 2011, als er mit dem finnischen Nachwuchs an der World U-17 Hockey Challenge, dem Europäischen Olympischen Winter-Jugendfestival sowie dem Ivan Hlinka Memorial Tournament teilnahm. Beim Europäischen Olympischen Winter-Jugendfestival errang er dabei die Silbermedaille. Anschließend folgten Teilnahmen an der U18-Weltmeisterschaft 2012 und der U20-Weltmeisterschaft 2014, wobei der Verteidiger mit der U20-Nationalmannschaft seines Heimatlandes die Goldmedaille gewann.
Für die A-Nationalmannschaft Finnlands debütierte Lehtonen im Rahmen der Weltmeisterschaft 2017 und vertrat diese im Folgejahr auch bei den Olympischen Winterspielen 2018 in Pyeongchang. Bei der Weltmeisterschaft 2019 wiederum führte er sein Team als Assistenzkapitän zum insgesamt dritten Weltmeistertitel. Anschließend gehörte der Abwehrspieler auch bei den Olympischen Winterspielen 2022 in Peking zum finnischen Aufgebot und errang dort die erste Goldmedaille in der Geschichte des Landes. Zudem wurde er im All-Star-Team des olympischen Turniers berücksichtigt.

## Erfolge und Auszeichnungen
| - 2010 Finnischer U17-Meister mit TPS Turku - 2011 Finnischer U18-Vizemeister mit TPS Turku - 2014 Mestis Second All-Star Team - 2017 Schwedischer Meister mit HV71 - 2018 Finnischer Vizemeister mit Tappara Tampere - 2019 KHL-Verteidiger des Monats November | - 2019 KHL-Verteidiger des Monats Dezember - 2020 Teilnahme am KHL All-Star Game - 2020 KHL-Verteidiger des Monats Januar - 2024 Schweizer Meister mit den ZSC Lions - 2025 Champions-Hockey-League-Gewinn mit den ZSC Lions - 2025 Schweizer Meister mit den ZSC Lions |

### International
| - 2011 Silbermedaille beim Europäischen Olympischen Winter-Jugendfestival - 2014 Goldmedaille bei der U20-Weltmeisterschaft - 2019 Goldmedaille bei der Weltmeisterschaft - 2019 All-Star-Team der Weltmeisterschaft - 2022 Goldmedaille bei den Olympischen Winterspielen | - 2022 All-Star-Team der Olympischen Winterspiele - 2022 Goldmedaille bei der Weltmeisterschaft - 2022 Bester Verteidiger der Weltmeisterschaft - 2022 All-Star-Team der Weltmeisterschaft |

## Karrierestatistik
Stand: Ende der Saison 2024/25

### International
Vertrat Finnland bei:

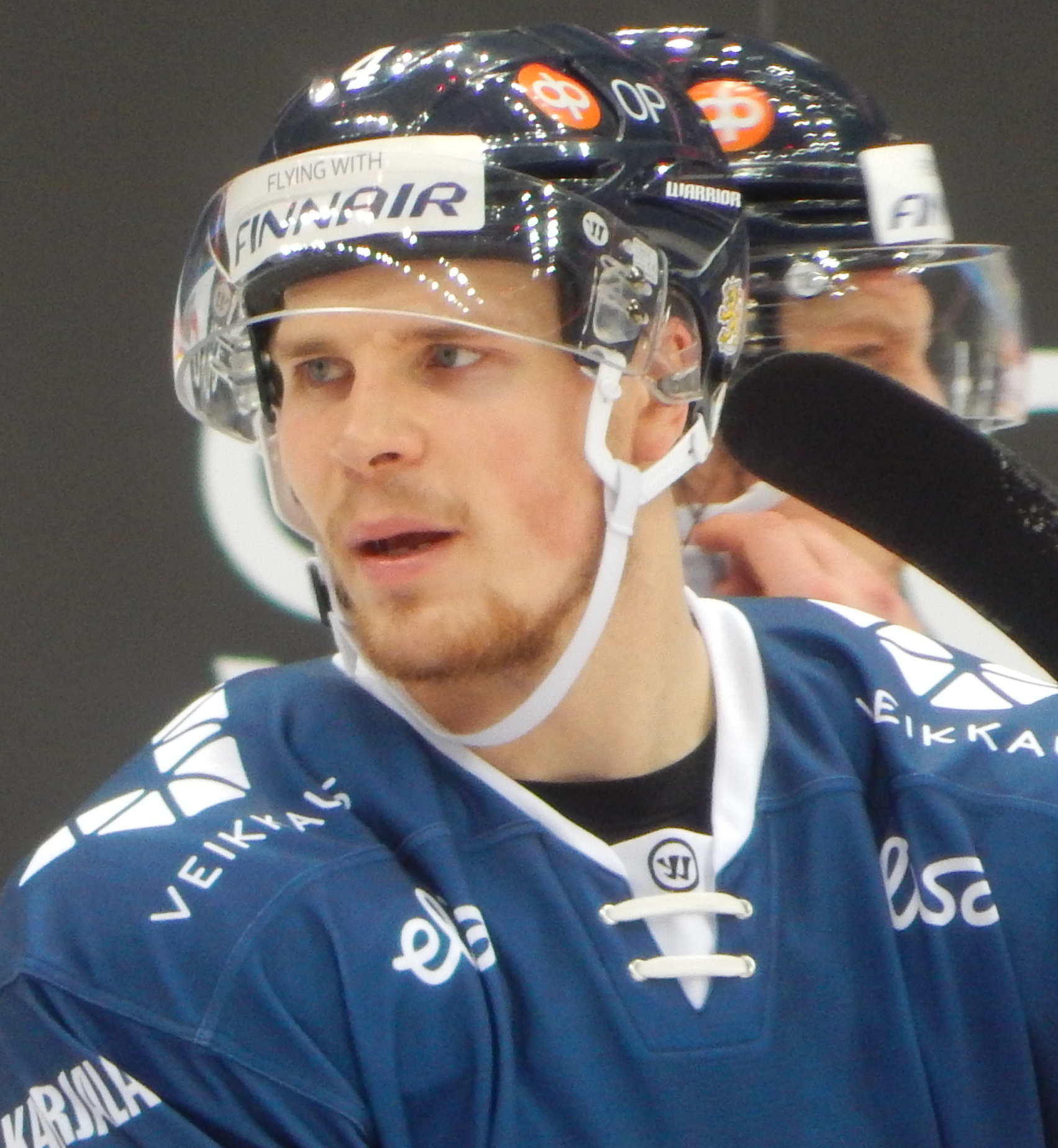
Lehtonen als Spieler der finnischen Nationalmannschaft (2017)

| - World U-17 Hockey Challenge 2011 - Europäisches Olympisches Winter-Jugendfestival 2011 - Ivan Hlinka Memorial Tournament 2011 - U18-Weltmeisterschaft 2012 - U20-Weltmeisterschaft 2014 - Weltmeisterschaft 2017 - Olympischen Winterspielen 2018 | - Weltmeisterschaft 2019 - Olympischen Winterspielen 2022 - Weltmeisterschaft 2022 - Weltmeisterschaft 2023 - Weltmeisterschaft 2024 - Weltmeisterschaft 2025 |

(Legende zur Spielerstatistik: Sp oder GP = absolvierte Spiele; T oder G = erzielte Tore; V oder A = erzielte Assists; Pkt oder Pts = erzielte Scorerpunkte; SM oder PIM = erhaltene Strafminuten; +/− = Plus/Minus-Bilanz; PP = erzielte Überzahltore; SH = erzielte Unterzahltore; GW = erzielte Siegtore; 1 Play-downs/Relegation; Kursiv: Statistik nicht vollständig)